# Henry Josiah Lightfoot Boston
Sir Henry Josiah Lightfoot Boston, GCMG (19 tháng 8 năm 1898 – 14 tháng 12 năm 1969) là  nhà ngoại giao và chính khách Sierra Leone. Ông là Toàn quyền bản địa (người Creole) đầu tiên của quốc gia này.

## Sự nghiệp
Lightfoot Boston từng là Chủ tịch Quốc hội Sierra Leone năm 1957-1962 và là Toàn quyền Sierra Leone từ ngày 7 tháng 7 năm 1962 đến ngày 26 tháng 3 năm 1967. Ông bị  Chuẩn tướng Andrew Juxon-Smith đảo chính lật đổ.

## Di sản
Phố Lightfoot Boston ở Freetown được đặt tên để vinh danh ông.
Hình ảnh Lightfoot Boston được khắc họa trên đồng 50 leone do Ngân hàng Sierra Leone phát hành.